# Klášter Saint-Germain-des-Prés
Klášter Saint-Germain-des-Prés je bývalé benediktinské opatství v Paříži a zároveň pohřebiště merovejských králů Neustrie. Rozkládalo se v dnešním 6. obvodu ve čtvrti Saint-Germain-des-Prés. Klášter založil v polovině 6. století král Childebert I. Klášter byl uzavřen v roce 1792 za Velké francouzské revoluce. Od roku 1803 jeho klášterní kostel Saint-Germain-des-Prés slouží jako farní kostel. Spolu s dochovaným opatským palácem je od roku 1953 chráněn jako historická památka.

## Dějiny
Ještě před samotným založením kláštera na tomto místě stál v římské době chrám zasvěcený pravděpodobně bohyni Isis. Toto kultovní místo těžilo z vyvýšené polohy (dnes již nezřetelné, neboť prostor byl částečně zarovnán), čímž bylo chráněno před každoročními záplavami a navíc se nacházelo u cesty vedoucí na západ podél Seiny (přibližně v prostoru dnešního Boulevardu Saint-Germain), v dostatečné vzdálenosti od řeky mimo mokřady známé do 10. století pod názvem Clos de Laas. Tato cesta posléze klesala k řece dnešní ulicí Rue Saint André des Arts.

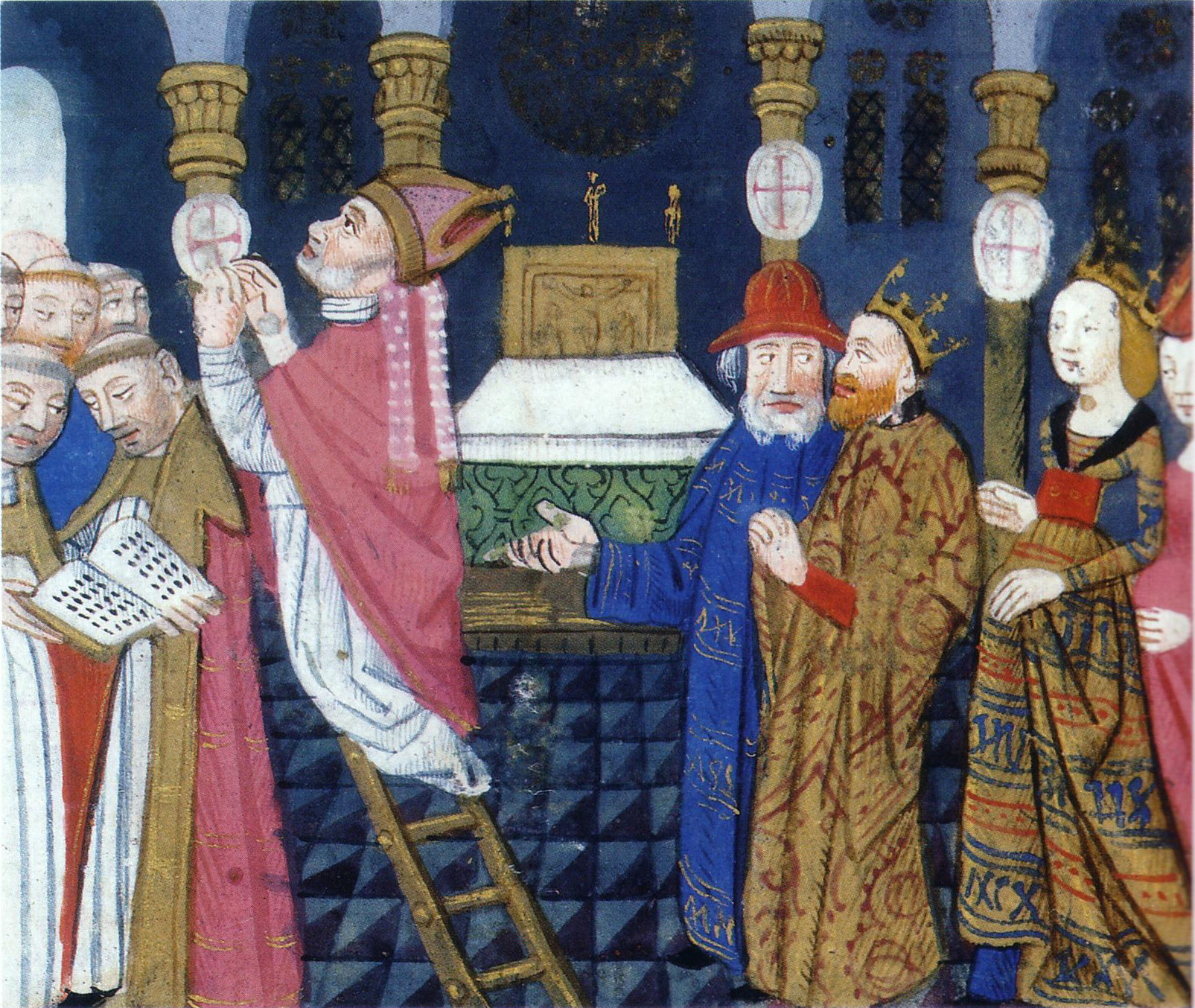
Childebert I. při svěcení baziliky (558)

V roce 542 Childebert I.uskutečnil vojenskou výpravu proti vizigótskému králi Amalarichovi, který utiskoval svou manželku Klotildu, Childebertovu sestru. Amalarich byl arián, zatímco Klotilda křesťanka. Při té příležitosti Childebert ukořistil v Zaragoze tuniku svatého Vincenta a zlatý kříž z Toleda. K jejich uložení nechal v roce 543 postavil baziliku Saint-Vincent-Sainte-Croix. Jí také v roce 553 daroval pozemky zvané Clos de Laas. Baziliku vysvětil v roce 558 biskup sv. Germain, bývalý mnich z opatství Saint-Symphorien v Autunu, odkud sem pozval mnichy, aby založili klášter.
V listině ze 6. prosince 558 Childebert I. oznamuje: začal jsem stavět kostel..., což umožňuje datovat založení samotného kláštera k roku 557. Merovejský král zde byl pohřben 23. prosince 558 mezi 2. a 3. jižní pilíř a následně i několik dalších členů královské rodiny: Chilperich I. (584), Fredegunda (598), Chlothar II. (628], Childerich II. (673) a jeho manželka Bilichilda (679). Samotný biskup Germain byl pohřben v přilehlé kapli Saint-Symphorien.
Od 6. století se klášter Saint-Germain rozvíjel vedle kostela Saint-Vincent-Sainte-Croix. Od 7. století byl název Saint-Germain ztotožňován též pro kostel.
V roce 756 za přítomnosti Pipina Krátkého a jeho syna, pozdějšího Karla Velikého, bylo tělo sv. Germaina přeneseno z kaple Saint-Symphorien do samotného kostela za hlavní oltář. Kostel byl nyní nazýván Saint-Germain-des-Prés.
Mniši přišlí z Autunu se řídili regulí sv. Bazila. Karel Veliký nechal v opatství zavést regule sv. Benedikta. Klášter se rozšiřoval a bohatl díky pozemkovým darům, ovšem v 9. století podlehl několikrát nájezdu Normanů – v letech 845 a 856 se vyplenění vyhnul díky vysokému výkupnému, ale roku 861 byl zničen požárem. V roce 869 byl obnoven, ale v letech 885–886 během obléhání Paříže opět vyrabován a vypálen. Ostatky sv. Germaina, několikrát přemisťovány kvůli ochraně do bezpečí městských hradeb, byly na své místo definitivně navráceny v roce 888.

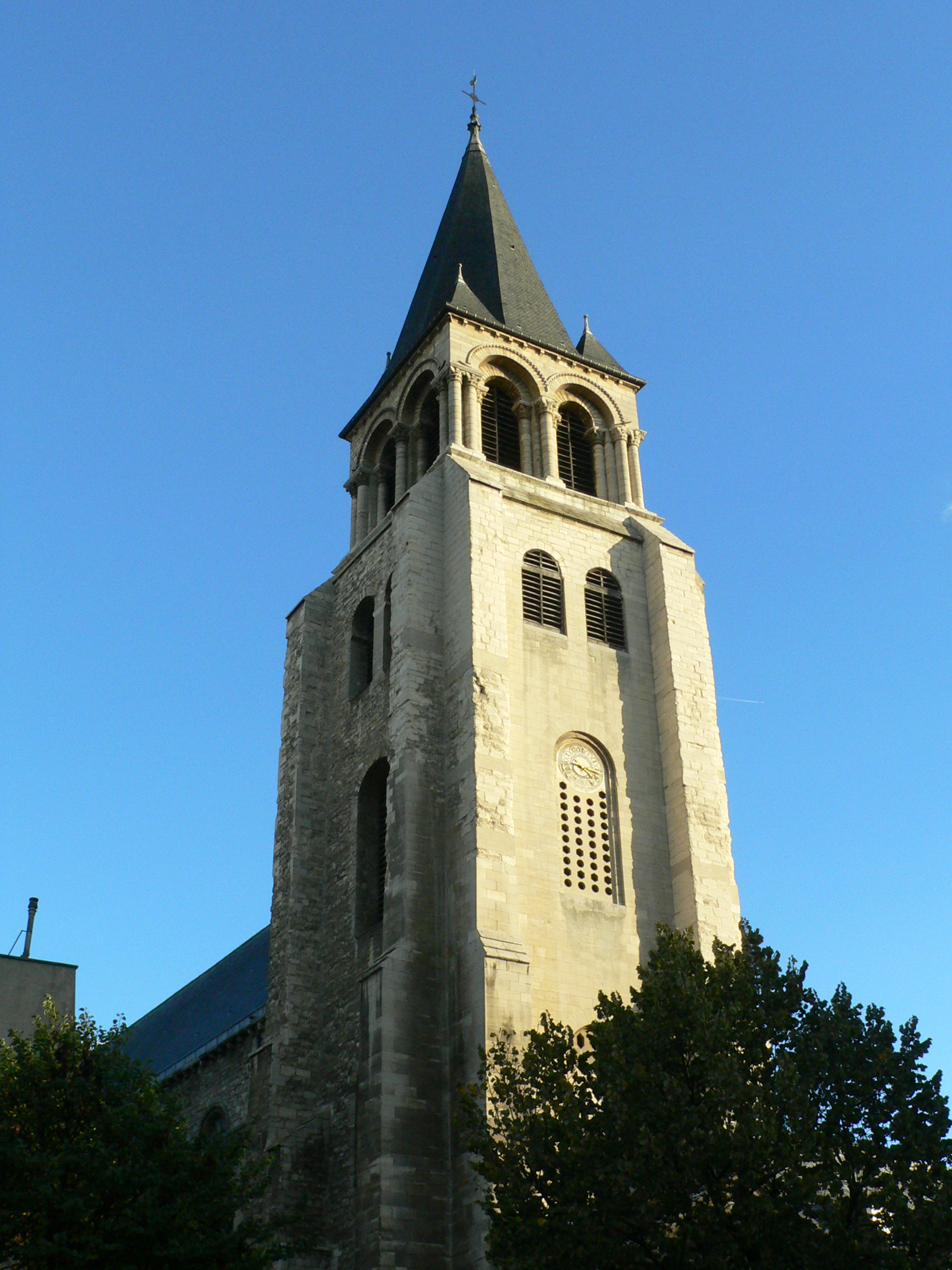
Zvonice z 11. století

Kolem roku 1000 nechal opat Morard přestavět kostel i věž. V roce 1024 klášter přijal clunyjskou reformu.
Ve 12. století byl chór klášterního kostela zbořen a nahrazen gotickou stavbou s chórovým ochozem a věncem kaplí. Nový kostel byl vysvěcen 21. dubna 1163 za přítomnosti papeže Alexandra III.

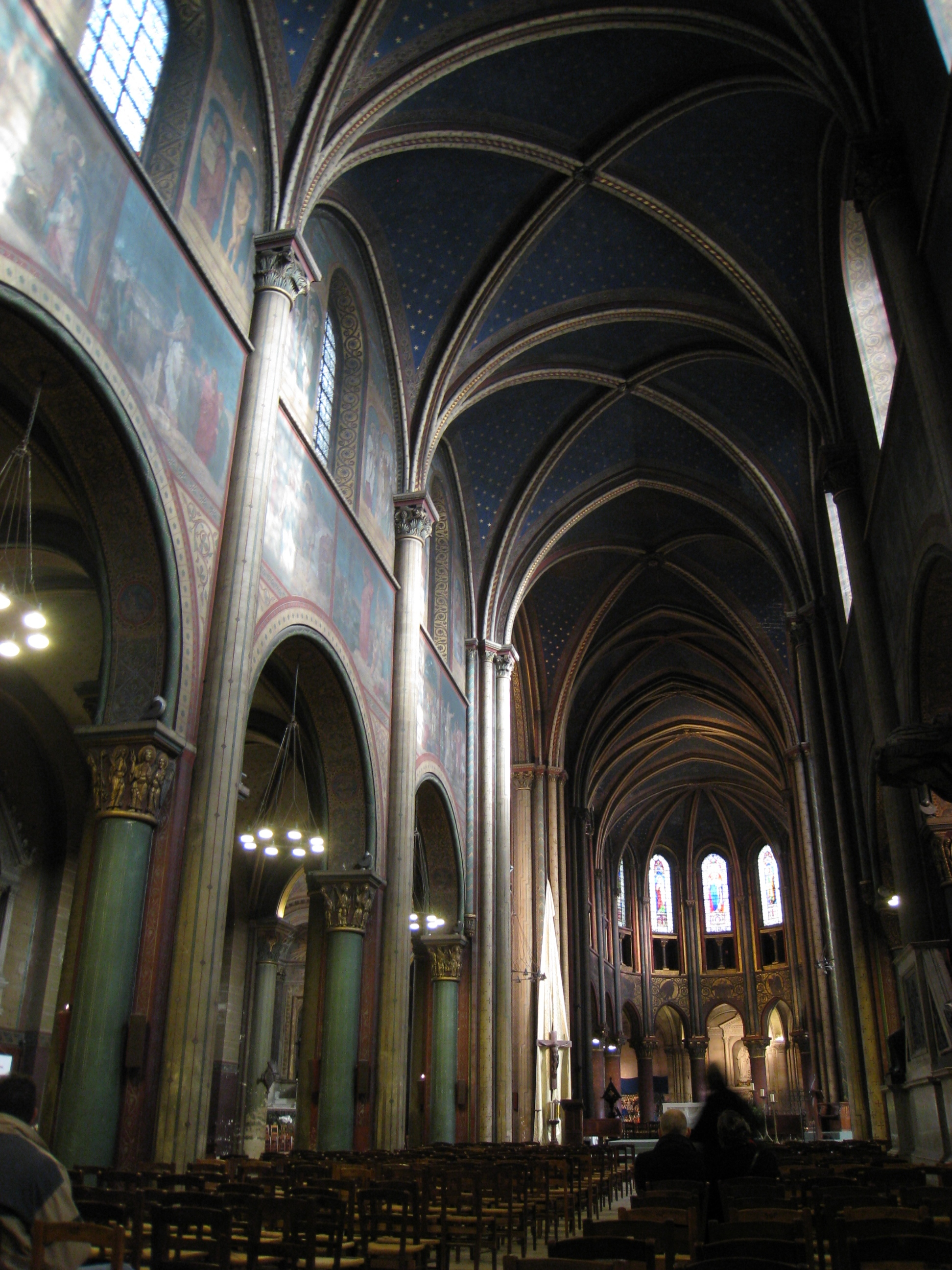
Pohled do lodi kostela

V letech 1227–1273 byly v [gotickém slohu postaveny další stavby jako křížová chodba, refektář, dormitář, kapitulní síň a kaple Panny Marie (1245–1255) připisovaná architektovi Pierrovi de Montreuil, který zde byl pohřben.
Ve 13. století probíhal rovněž dlouhý spor mezi klášterem a Pařížskou univerzitou o pozemky zvané Pré-aux-Clercs, který byl ukončen až v roce 1278.
Ve 14. století byl klášter opevněn. V roce [368 francouzský král Karel V. vybudoval nové hradby na pravém břehu a nařídil klášteru, aby své hradby opatřil příkopem napájeným vodou ze Seiny. Vodu přiváděl vodní kanál široký 27 m nazývaný Petite Seine (Malá Seina) v prostoru dnešní ulice Rue Bonaparte.
Když v roce 1561 ve městě vypukla morová rána, ukryl se král Karel IX. a jeho matka Kateřina Medicejská v klášteře.
V roce 1586 nechal opat a kardinál Karel Bourbonský postavil opatský palác z cihel a kamene (dnes domy v Rue de l'Abbaye).
Během obléhání Paříže v roce 1590 si Jindřich IV. vybral klášter jako pozorovatelnu na město. Zdejší opat byl jedním z duchovních, kteří později pomáhali při konverzi budoucího krále.

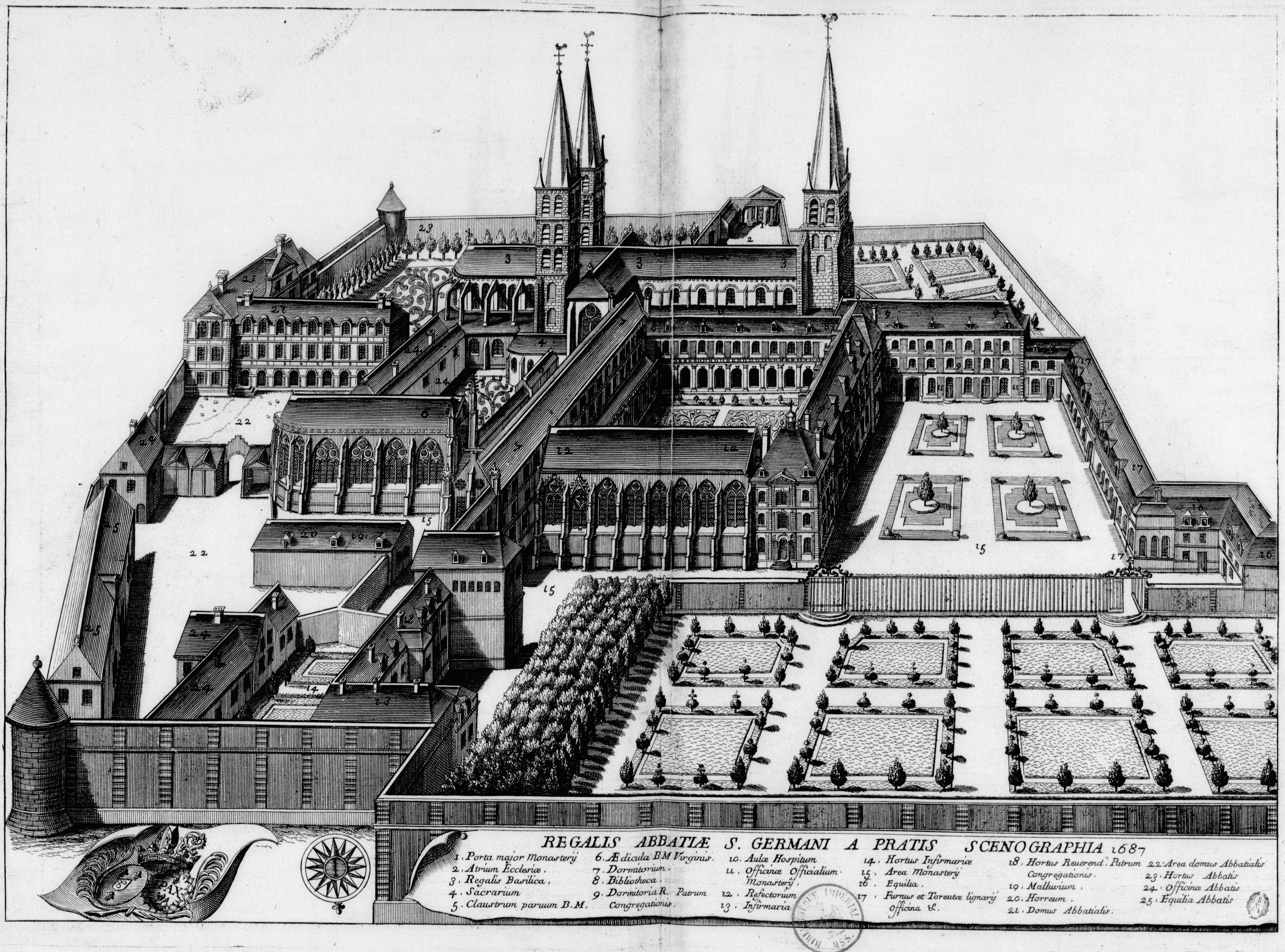
Klášter v roce 1687

Od roku 1631 bylo opatství jedním z hlavních duchovních center Francouzského království. Tehdy Kongregace svatého Maura (sjednocující všechny benediktinské kláštery ve Francii) stanovila klášter Saint-Germain-des-Prés za své mateřské opatství. Maurini sehráli významnou roli v tzv. diplomatických válkách, především Jean Mabillon, který položil základy kritické interpretace historických pramenů. Díky tomu se zdejší knihovna stala bohatá na staré tisky i rukopisy.
V 18. století se mnohé budovy nacházely v nevyhovujícím stavu. Opravami byl pověřen architekt Jacques Hardouin-Mansart de Sagonne (1711–1778), vnuk Julese Hardouin-Mansarta. Zaměřil se na uvedení do původního stavu budov a přestavbu interiérů opatského paláce. Další radikální přestavbou prošel palác v 70. letech 20. století.
Po smrti opata hraběte z Clermontu v roce 1771 Ludvík XV. rozhodl nejmenovat nového opata a ekonomickou správu kláštera převzal královský úřad. Teprve v roce 1774, kdy nastoupil na trůn Ludvík XVI., byl jmenován Charles-Antoine de La Roche-Aymar, který se stal posledním opatem v Saint-Germain-des-Prés. Po jeho smrti v roce 1777 totiž opatství opět spravoval královský úřad a tato situace trvala až do Velké francouzské revoluce.
Náboženská komunita byla poté rozpuštěna, klášter byl 13. února 1792 uzavřen a budovy byly prodány jako národní majetek za sumu 8120 liber, čímž začala zkáza kláštera. Značnou část sbírky rukopisů z klášterní knihovny zakoupil (a tím zachránil) ruský diplomat Piotr Dubrovskij (1754–1816). Většina merovejských náhrobků byla zničena, stejně jako baldachýn z roku 1704 nad hlavním oltářem a pozlacený relikviář sv. Germaina z roku 1408.

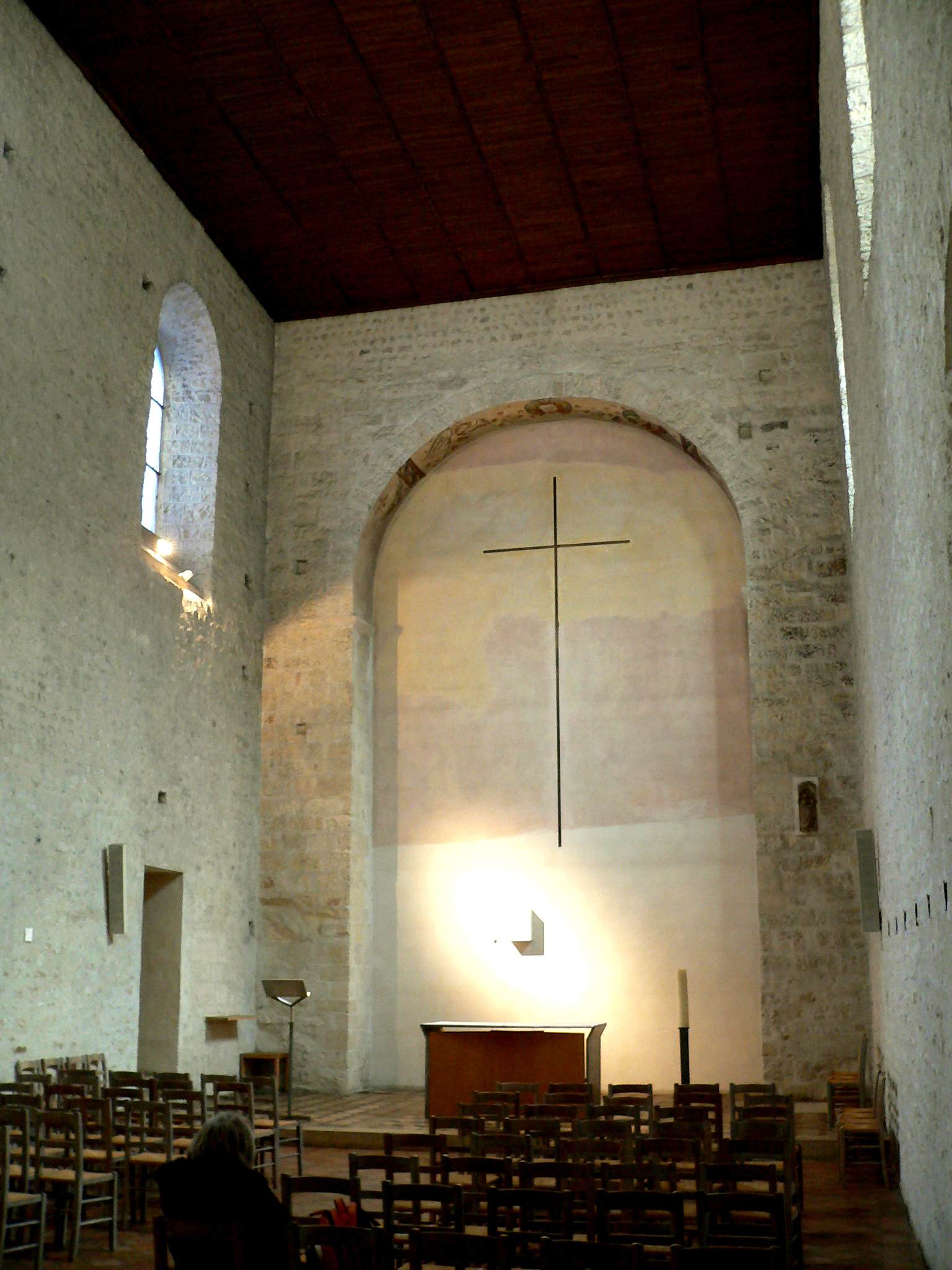
Kaple Saint-Symphorien

V klášterním kostele existovala v letech 1794–1802 továrna na ledek a klášterní budovy armáda přeměnila na sklad střelného prachu a na výrobnu kanónů. Dne 19. srpna 1794 došlo k explozi uskladněného prachu a budovy opatství byly zničeny včetně kabinetu kuriozit a zbývající klášterní knihovny. Na jejich místě dnes prochází Boulevard Saint-Germain.
Kapli Panny Marie bylo pro náboženské účely povoleno užívat dekretem z 31. května 1795. V roce 1802]byla kaple zbořena a v roce 1803 byl klášterní kostel vrácen církvi.
Při stavbě dnešní ulice Rue de l'Abbaye v roce 1802 byla zbořena křížová chodba a roku 1804 byla na místě klášterní zahrady vybudována ulice Rue Bonaparte. Z celého rozsáhlého areálu kláštera se tak dochoval jen opatský palác v Rue l'Abbaye a klášterní kostel s románskou věží a lodí (11.–12. století), který patří k nejstarším dochovaným církevním stavbám v Paříži. Tyto zbývající stavby jsou chráněny od roku 1953 jako historická památka.
V roce 1824 architekt Étienne-Hippolyte Godde restauroval hlavní oltář a v roce 1827 mramorovou kazatelnu a následujícího roku malíř François-Joseph Heim vymaloval novou kapli Panny Marie. Hippolyte Flandrin je autorem obrazů v chóru a v hlavní lodi a je navrhl vitráže zhotovené v letech 1856–1861. Architekt Victor Baltard se podílel na obnově sochařské výzdoby hlavic sloupů v hlavní lodi a restaurování zvonice v letech 1848–1853.
Zachované originály sochařského umění z kláštera se dnes nachází rovněž v Louvru, Národním muzeu středověku a v bazilice Saint-Denis.

## Architektura

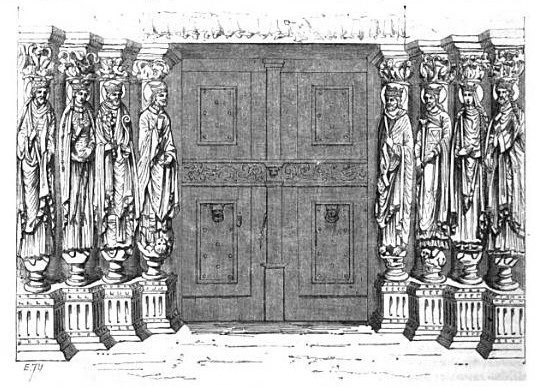
Nákres původního portálu

### Klášterní kostel
Věž byla obnovena kolem roku 1000. Po přeměně kláštera na výrobnu ledku zde uskladněný ledek silně narušil základy. Věž byla renovována v polovině 19. století a záchranné práce v letech 1975–1978 umožnily datovat čtvrté podlaží věže do 2. poloviny 11. století.
Románský portál datovaný do poloviny 12. století byl poničen v letech 1607–1608]přidáním vstupní branky na západní straně věže. Jeho ozdobné sloupy v podobě soch byly zničeny roku 1793, neboť se věřilo, že zobrazují francouzské krále, nicméně překlad s vyobrazením Poslední večeře Páně je stále patrný. Kostel má dále románskou loď připisovanou opatovi Ingonovi († 1025), chór a chórový ochoz. Kaple Saint-Symphorien vpravo od vchodu byla postavena ve stejné době jako původní věž v merovejské době a po její obnově ji vysvětil František Saleský 28. dubna 1619.

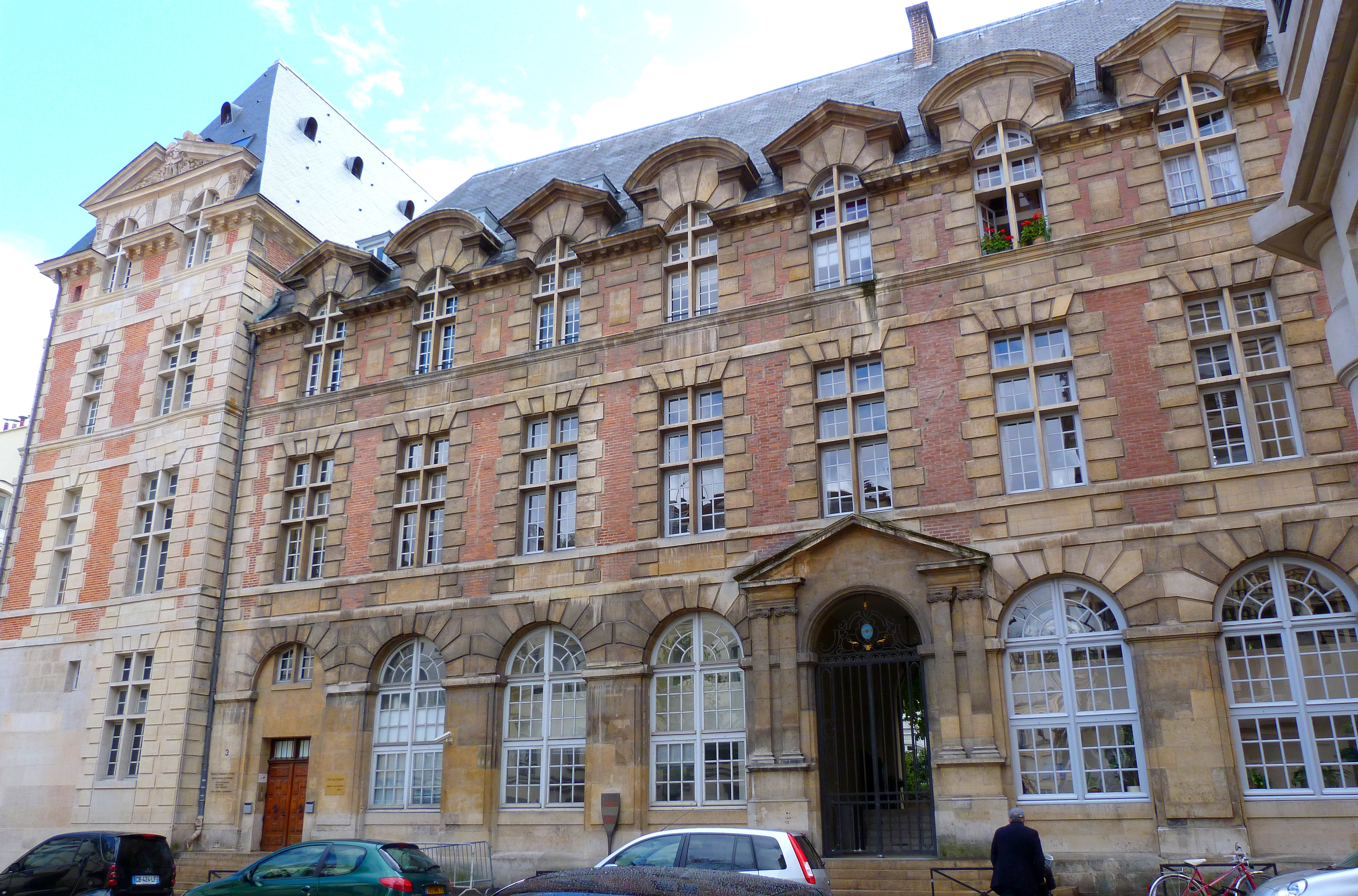
Opatský palác

Varhany pocházejí z roku 1973.

### Opatský palác
Opatský palác se dnes nachází v ulici Rue de l'Abbaye č. 3-5. V 70. letech byl restaurován a nyní zde sídlí pedagogická fakulta Katolického institutu a další vzdělávací katolická zařízení.
Interiér paláce byl přestavěn na moderní účely (posluchárny, kanceláře), takže z původního účelu mnoho nezůstalo. Poprvé jej nechal přestavět kardinál Guillaume-Egon de Furstenberg po schválení velkou radou 21. srpna 1698, poté hrabě z Clermontu v letech 1737–1741 architektem Jacquesem Hardouin-Mansartem de Sagonne. Ve 20. století palác přestavěl architekt Roland Simounnet. Dnešní náměstí Place de Furstenberg a ulice Rue Cardinale odpovídají bývalému čestnému nádvoří. V bývalých konírnách je dnes umístěno Musée Delacroix.

## Slavní pohřbení

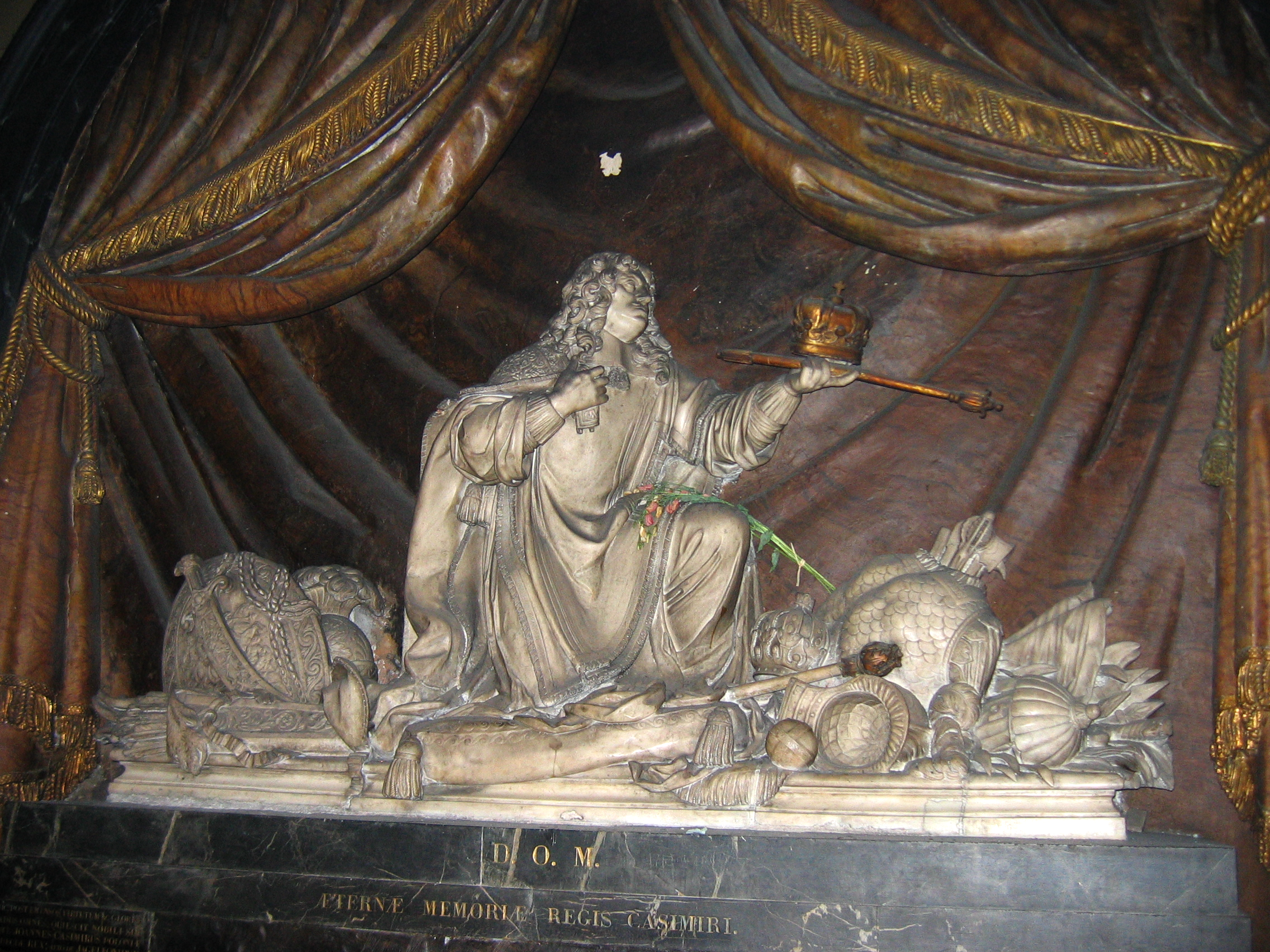
Náhrobek Jana Kazimíra Vasy

- Jacques Barbeu du Bourg – lékař a historik
- René Descartes – v boční kapli sv. Benedikta
- Fredegunda – náhrobek v podobě mozaiky z mramoru a mědi je od roku 1816 umístěn v bazilice Saint-Denis
- svatý Vincent
- Childebert I. – náhrobek je od roku 1817 umístěn v Saint-Denis
- Chlothar II.
- Jan Kazimír Vasa (jeho srdce) – polský král a opat
- Jean Mabillon – historik
- Guillaume-Egon de Fürstenberg – biskup